# Déodat Gratet de Dolomieu
Déodat Dieudonné Sylvain Guy Tancrède Gratet de Dolomieu (Dolomieu, Isère, 23 de junho de 1750 — Châteauneuf, Saône-et-Loire, 28 de novembro de 1801), mais conhecido por Déodat de Dolomieu, foi um geólogo e mineralogista francês em honra de quem foi designada a rocha dolomita, nome que por extensão por volta de 1876 deu origem a Dolomitas, designação da região dos Alpes italianos onde aquela rocha foi pela primeira vez identificada e onde é muito frequente.

## Biografia
Déodat de Dolomieu nasceu no château dos Gratet de Dolomieu, perto de La Tour-du-Pin, na região do Isère, Dauphiné, França, o quarto dos sete filhos de  François de Gratet, o Marquis de Dolomieu (marquês de Dolomieu), e da sua esposa Marie-Françoise de Berénger. Ainda na infância, Déodat mostrou ter potencial intelectual e um considerável interesse no conhecimento da história natural da sua região natal, os Alpes do sueste da França.
Sendo um dos filhos secundogénitos de uma tradicional família da nobreza francesa, foi destinado a uma carreira militar: o seu pai alistou-o na Ordem Soberana e Militar de Malta quando tinha apenas três anos de idade e iniciou a sua formação militar aos doze anos, ingressando numa das unidades daquela Ordem Militar.
A sua ligação aos Cavaleiros Hospitalários, por imposição familiar, teria pesadas consequências futuras, começando pela sua participação num duelo, em que se bateu quando tinha 18 anos de idade, de que resultou a morte de um membro da Ordem. Esta infracção às normas de conduta dos Hospitalários foi punida com uma condenação a prisão perpétua. Contudo, por influência de seu pai, o papa Clemente XIII intercedeu, sendo libertado após um ano de prisão e reabilitado na Ordem.
Durante o período que antecedeu a Revolução Francesa, Déodat de Dolomieu foi parte da intensa vida intelectual que então fermentava em França e no resto da Europa. Manteve intensos contactos com a intelectualidade francesa e europeia e com a nobreza parisiense. Apesar de nunca ter casado, desenvolveu uma reputação de mulherengo que o acompanharia por toda a vida.
Através do seu amigo e mentor, o duque François Alexandre Frédéric de La Rochefoucauld-Liancourt, Déodat de Dolomieu foi eleito sócio correspondente da Académie des Sciences, a Academia Real das Ciências de França. Tendo ganho gosto pela história natural, em especial pela geologia e pela mineralogia, usou a liberdade que a sua fortuna pessoal lhe permitia, tirando sucessivas licenças das suas obrigações na Ordem de Malta para viajar pela Europa, colectando amostras de minerais e visitando regiões mineiras. Os seus interesses incluíam a mineralogia, a vulcanologia e a pesquisa da origem das montanhas.
Apesar do seu interesse pelos vulcões, Déodat de Dolomieu convenceu-se que a água tinha exercido um papel determinante na modelação da superfície da Terra através de uma série de eventos catastróficos no período pré-histórico. apesar desse convencimento, Déodat de Dolomieu não pode ser considerado um geólogo uniformitarista, já que o seu contemporâneo James Hutton apenas publicaria os seus princípios do uniformitarianismo em 1795, muito depois das primeiras obras de Dolomieu.  Déodat de Dolomieu era um observacionalista e despendeu largos períodos colectando amostras e categorizando dados geológicos. Apesar disso, e ao contrário de James Hutton, não se lhe conhece o desenvolvimento de qualquer princípio científico ou teoria, embora tenha deixado o seu nome permanentemente ligado à geologia: durante uma visita aos Alpes do Tirol, hoje parte do noroeste da Itália, Dolomieu descreveu uma rocha aparentemente calcária que ao contrário do calcário não produzia efervescência quando em contacto com um ácido fraco. Publicou essa observação em 1791, no Journal de Physique, e no ano seguinte, no mesmo periódico, a rocha foi designada em sua homenagem por dolomie (hoje dolomita) num artigo da autoria de Nicolas-Théodore de Saussure. Hoje tanto a rocha como o seu principal mineral constituinte são conhecidos por dolomita, em homenagem a Dolomieu, nome que acabou por se estender às Dolomitas, a cadeia montanhosa tirolesa onde a rocha fora inicialmente descoberta.
Entretanto, apesar de ter suspendido desde 1780 o seu serviço activo na Ordem de Malta para se dedicar à ciência, Déodat de Dolomieu tinha continuado a sua progressão na estrutura militar dos Hospitalários e fora promovido ao posto de comandante em 1790. Contudo, continuava a ter problemas em ajustar-se à disciplina e objectivos da Ordem, mantendo uma relação difícil com a respectiva hierarquia. A relação ainda mais se deteriorou quando foram públicas as suas simpatias para com o movimento liberal, o que o tornou extremamente impopular junto da nobreza católica e conservadora que controlava a Ordem.
Deflagrada a Revolução Francesa, Déodat de Dolomieu revelou-se logo em 1789 um partidário dos revolucionários. Contudo a perseguição movida contra o seu mentor, o duque de La Rochefoucauld, a execução de alguns dos seus amigos e parentes e a ameaça da sua própria condenação à guilhotina arrefeceram o seu fervor e acabaram por o colocar no campo contra-revolucionário. Tendo perdido a sua fortuna na Revolução, em 1795 aceitou o cargo de professor de ciências naturais na École Centrale Paris e foi contratado para coligir a parte referente a mineralogia da Encyclopédie Méthodique. Com o surgimento de Napoleão Bonaparte tornara-se seu apoiante, sendo nomeado em 1796 para o cargo de Inspector de Minas e Professor na École nationale supérieure des mines de Paris, onde o seu retrato ainda está exposto na biblioteca da instituição.
Em 1798 Déodat de Dolomieu já desenvolvera uma reputação internacional como perito em mineralogia e como um dos melhores geólogos do seu tempo. Foi então convidado a integrar a equipa de cientistas que acompanhou a expedição que acompanhou Napoleão Bonaparte na invasão francesa do Egipto (1798), como membro da secção de física e geologia do Institut d'Égypte.
Em Março de 1799 Déodat de Dolomieu adoeceu e foi obrigado a deixar Alexandria para procurar tratamento em França. O navio em que seguia foi apanhado por mau tempo e forçado a arribar ao porto de Taranto, onde foi capturado e feito prisioneiro de guerra, já que aquela cidade era então parte do Reino das Duas Sicílias, que estava em guerra contra a França. Dolomieu, que fora considerado traidor pelo Grão-Mestre da Ordem de Malta pelo seu papel nas negociações que tinham conduzido à rendição da ilha de Malta às forças de Napoleão Bonaparte, foi reconhecido e denunciado, sendo transferido para a fortaleza de Messina, na Sicília, onde ficou prisioneiro em condições de grande dureza durante 21 meses.
A prisão em regime solitário de um cientista de renome como era então Déodat de Dolomieu causou espanto e revulsão entre a comunidade intelectual europeia. Mesmo a comunidade científica do Reino Unido, um Estado então em guerra contra a França, se mobilizou e protestou contra a detenção. Apesar deste envolvimento solidário e dos esforços de Talleyrand, então ministro dos negócios estrangeiros francês, que tentou obter a mediação do Papa, a Ordem de Malta não cedeu e manteve o seu prisioneiro. Napoleão Bonaparte, então Primeiro Cônsul da França considerou como desonroso o recurso ao Papa: em consequência a sorte de Dolomieu foi um dos considerandos usados por Napoleão para desencadear o seu ataque contra a Itália e a Áustria, o que levou à vitória francesa na Batalha de Marengo a 14 de Junho de 1800.  Quando toda a Itália ficou na esfera de influência de Napoleão, um dos termos da Paz de Florença, assinada a 28 de Março de 1801 entre a França e o Reino de Nápoles, foi a imediata libertação de Déodat de Dolomieu. Enquanto esteve preso escreveu a obra Philosophie minéralogique, publicada postumamente em 1802.
Após a sua libertação, Dolomieu reiniciou a sua carreira científica e os seus trabalhos de campo, mas a sua saúde deteriorara-se durante a prisão na Sicília e adoeceu gravemente durante uma visita aos Alpes. Déodat de Dolomieu faleceu a 28 de Novembro de 1801, recolhido em casa de sua irmã Alexandrine de Gratet de Dolomieu, o château de Chateauneuf (Saône et Loire), em Curbigny, Charolles, comuna de Châteauneuf (Saône-et-Loire), não muito longe da sua aldeia natal. A sua importante colecção de minerais está hoje alojada no Muséum National d'Histoire Naturelle de Paris.

## Principais publicações
- Voyage aux îles de Lipari, suivi d'un Mémoire sur une espèce de volcan d'air, et d'un autre sur la température du climat de Malte (1783)
- Sur le tremblement de terre de la Calabre (1784)
- Sur les îles Ponces et les produits volcaniques de l'Etna (1788)
- Philosophie minéralogique, (1802)